# Allkpop
Allkpop是2007年10月30日在美国推出的韩国流行音乐英文博客，总部设在美國新泽西州的埃奇沃特 (新澤西州)。
allkpop由其母公司6Theory Media拥有和运营，是流量最大的韩国流行音乐新闻网站之一，每月有超过750万读者。其文章经常被其他出版物引用，并通过社交媒体分享至世界各地。allkpop的新闻和文章都是根据最新发布的韩国流行音乐新闻撰写的。韩国先驱报称allkpop为 "最快的韩国流行音乐新闻发布者"。